# 牛车河站
牛车河站是黔常铁路的一座车站，位於中华人民共和国湖南省常德市桃源县牛车河镇丁家坪村枫树垭组，於2019年12月26日开通。

## 车站结构
本站设有一座2000平方米的站房，造型创意源于“水拉牛车”，站场规模为2台4线。